# Столбов, Анатолий Михайлович
Анато́лий Миха́йлович Столбо́в (21 марта 1933, Ленинград — 7 ноября 1996, Санкт-Петербург) — советский и российский актёр театра и кино.

## Биография
Анатолий Столбов родился в Ленинграде в семье инженера-рентгенолога на адмиралтейском заводе, выходца из деревни Михаила Столбова, и Зинаиды Дубневской, дочери хозяина избы-читальни. 
С началом Великой Отечественной войны отец отказался от брони и ушёл служить в ополчение, где погиб в сентябре 1941 года.
Мать с двумя сыновьями была эвакуирован по Дороге жизни в Чкалов. По возвращении в Ленинград работала учительницей математики. Анатолий по окончании средней школы работал техником-рентгенологом.
С 1952 года обучался в Высшем театральном училище имени М. С. Щепкина. Дебют в кино состоялся в 1954 году в фильме «Школа мужества».
С 1958 года — актёр «Ленфильма». С 1959 по 1961 год служил в Ленинградском малом драматическом театре.
Свою первую заметную кинороль сыграл у Павла Кадочникова в фильме «Музыканты одного полка» (1965), в котором продемонстрировал яркое характерно-комедийное дарование.
Лучшие роли — учитель Пал Ваныч («Республика ШКИД»), Чинуша («Рождённая революцией»), комендант общежития («Семь невест ефрейтора Збруева»), Илья Горшков («Дударики»).
В конце 1980-х годов врачи поставили ему диагноз — рак горла. Актёр перенёс несколько тяжёлых операций, в результате которых он фактически не мог больше разговаривать и был вынужден ходить с трубкой в горле.
Скончался 7 ноября 1996 года на 64-м году жизни. Похоронен на Северном кладбище Санкт-Петербурга.

## Личная жизнь
Первая жена — Долорес Столбова, актриса. В браке родилась дочь Ольга.
Вторая жена — Эльвира Дмитриевна Столбова (в девичестве Тарасова). В браке родилась дочь Татьяна.

## Фильмография
| Год  |   | Название                                               | Роль                                         |
| ---- | - | ------------------------------------------------------ | -------------------------------------------- |
| 1959 | ф | Театр зовёт                                            | Имя персонажа не указано                     |
| 1959 | ф | Тётя Луша                                              | Имя персонажа не указано                     |
| 1961 | ф | Человек-амфибия                                        | охранник тюрьмы                              |
| 1964 | ф | Весенние хлопоты                                       | Имя персонажа не указано                     |
| 1964 | ф | Фро                                                    | железнодорожник                              |
| 1965 | ф | Заговор послов                                         | Золотарёв                                    |
| 1965 | ф | Музыканты одного полка                                 | солдатик Сивков                              |
| 1966 | ф | Начальник Чукотки                                      | Имя персонажа не указано                     |
| 1966 | ф | Республика ШКИД                                        | учитель Павел Иванович Ариков (Палваныч)     |
| 1966 | ф | Скверный анекдот                                       | Имя персонажа не указано                     |
| 1966 | ф | В городе С.                                            | игрок                                        |
| 1966 | ф | Снежная королева                                       | разбойник                                    |
| 1967 | ф | Житие и вознесение Юрася Братчика                      | бродячий артист                              |
| 1967 | ф | Спасите утопающего                                     | режиссёр на радио                            |
| 1967 | ф | Четыре страницы одной молодой жизни                    | гость на свадьбе                             |
| 1968 | ф | Удар! Ещё удар!                                        | корреспондент                                |
| 1970 | ф | Любовь Яровая                                          | Имя персонажа не указано                     |
| 1970 | ф | Салют, Мария!                                          | буржуй                                       |
| 1970 | ф | Семь невест ефрейтора Збруева                          | комендант общежития Семён Семёныч Евстигнеев |
| 1971 | ф | Даурия                                                 | Имя персонажа не указано                     |
| 1971 | ф | Холодно-горячо                                         | Имя персонажа не указано                     |
| 1971 | ф | Прощание с Петербургом                                 | Имя персонажа не указано                     |
| 1971 | ф | Тень                                                   | спящий в вагоне / пациент доктора            |
| 1972 | ф | Дела давно минувших дней…                              | скупщик краденого «Дядя Серёжа»              |
| 1972 | ф | Табачный капитан                                       | купец Капитон Сидорович Жулёв, лесоторговец  |
| 1972 | ф | Здравствуй и прощай                                    | человек, взвешивающий прохожих в райцентре   |
| 1973 | ф | Парашюты на деревьях                                   | Имя персонажа не указано                     |
| 1974 | ф | Рождённая революцией                                   | Арсений Александрович («Чинуша»)             |
| 1974 | ф | Сержант милиции                                        | лейтенант Гусеницын                          |
| 1974 | ф | Врача вызывали?                                        | пострадавший                                 |
| 1975 | ф | Единственная…                                          | проводник в поезде, покупатель ковров        |
| 1976 | ф | По секрету всему свету                                 | Сергей Степанович                            |
| 1976 | ф | Огненное детство                                       | атаман Шкуро                                 |
| 1976 | ф | Строговы                                               | Имя персонажа не указано                     |
| 1976 | ф | Сын председателя                                       | Имя персонажа не указано                     |
| 1977 | ф | «Посейдон» спешит на помощь                            | Имя персонажа не указано                     |
| 1977 | ф | Убит при исполнении                                    | Имя персонажа не указано                     |
| 1978 | ф | Соль земли                                             | Хомутников                                   |
| 1979 | ф | Впервые замужем                                        | Муж Галины                                   |
| 1979 | ф | Задача с тремя неизвестными                            | участковый капитан Мазурок                   |
| 1979 | ф | Инженер Графтио                                        | Имя персонажа не указано                     |
| 1979 | ф | Удивительные приключения Дениса Кораблёва              | Сергей Степанович                            |
| 1979 | ф | Клуб самоубийц, или Приключения титулованной особы     | Служащий в редакции парижской газеты         |
| 1980 | ф | Чёрная курица, или Подземные жители                    | Имя персонажа не указано                     |
| 1980 | ф | Дударики                                               | Горшков                                      |
| 1981 | ф | Колесо истории                                         | Имя персонажа не указано                     |
| 1982 | ф | Россия молодая (в 7-й серии)                           | дьяк Абросимов                               |
| 1982 | ф | Шапка Мономаха                                         | Имя персонажа не указано                     |
| 1983 | ф | Средь бела дня…                                        | отдыхающий                                   |
| 1983 | ф | Семь часов до гибели                                   | эпизод                                       |
| 1984 | ф | В лесах под Ковелем                                    | художник Консторум Казимир Станиславович     |
| 1984 | ф | Макар-следопыт                                         | поп, отец Крестовоздвиженский                |
| 1987 | ф | Сказка про влюблённого маляра                          | повар                                        |
| 1987 | ф | Хотите — любите, хотите — нет…                         | Имя персонажа не указано                     |
| 1988 | ф | Новые приключения янки при дворе короля Артура         | Священнослужитель                            |
| 1991 | ф | Пьющие кровь                                           | Имя персонажа не указано                     |
| 1992 | ф | Деревня Хлюпово выходит из Союза                       | Имя персонажа не указано                     |
| 1993 | ф | Налеть                                                 | Имя персонажа не указано                     |
| 1993 | ф | Тайна королевы Анны, или Мушкетёры тридцать лет спустя | трактирщик в Блуа                            |